# 王沛蓉
王沛蓉（1985年1月17日—），原名王美任，台灣女子羽球選手。

## 簡歷
王沛蓉在升讀國中時仍在普通班就讀，直至被紀朝陽教練發崛，才轉到臺中市立豐原國民中學轉讀體育班。到國二時，她已升上了甲組，但此後成績始終停滯不前，直到高三升大學時，成績才再有突破。
2010年11月，王沛蓉代表中華台北出戰廣州亞運會，參加羽毛球比賽的女子雙打及女子團體項目。
2013年7月，王沛蓉代表中華台北出戰俄羅斯喀山舉行的世界大學生運動會羽毛球比賽，贏得混合團體和混合雙打銅牌。

## 主要比賽成績
| 年份   | 賽事                     | 公開賽級別 | 項目     | 拍檔   | 成績   |
| ------ | ------------------------ | ---------- | -------- | ------ | ------ |
| 2005年 | 中華台北羽球公開賽       |            | 混合雙打 | 王家閔 | 準決賽 |
| 2008年 | 中華台北羽毛球黃金大獎賽 | 黃金大獎賽 | 混合雙打 | 王家閔 | 準決賽 |
| 2008年 | 澳門羽毛球黃金大獎賽     | 黃金大獎賽 | 混合雙打 | 王家閔 | 準決賽 |
| 2009年 | 香港羽毛球超級賽         | 超級賽     | 混合雙打 | 方介民 | 準決賽 |
| 2011年 | 世界大學運動會羽毛球比賽 | 其他       | 混合團體 | -      | 铜牌   |
| 2011年 | 世界大學運動會羽毛球比賽 | 其他       | 混合雙打 | 謝沛蓁 | 铜牌   |
| 2013年 | 越南羽毛球國際挑戰賽     | 國際挑戰賽 | 女子雙打 | 郭浴雯 | 準決賽 |
| 2013年 | 大阪羽毛球國際挑戰賽     | 國際挑戰賽 | 混合雙打 | 林家佑 | 亞軍   |
| 2013年 | 世界大學運動會羽毛球比賽 | 其他       | 混合團體 | －     | 铜牌   |
| 2013年 | 世界大學運動會羽毛球比賽 | 其他       | 混合雙打 | 陳宏麟 | 铜牌   |
| 2013年 | 東亞運動會羽毛球比賽     | 其他       | 女子團體 | －     | 銀牌   |
| 2013年 | 東亞運動會羽毛球比賽     | 其他       | 混合雙打 | 李勝木 | 銅牌   |
| 2014年 | 美國羽毛球黃金大獎賽     | 黃金大獎賽 | 混合雙打 | 林家佑 | 準決賽 |

| 2007-2017年 | 首要超級賽 | 超級賽 | 黃金大獎賽 | 大獎賽 | 國際挑戰賽 | 國際系列賽 | 未來系列賽 | 其他 |

| 2018-2026年 | 總決賽 | 超級1000賽 | 超級750賽 | 超級500賽 | 超級300賽 | 超級100賽 | 國際挑戰賽 | 國際系列賽 | 未來系列賽 | 其他 |

### 奧運會和世錦賽參賽紀錄
|          | 搭檔   | 2011 |
| -------- | ------ | ---- |
| 女子雙打 | 謝沛蓁 | 48強 |
|          |        |      |
| 混合雙打 | 方介民 | 16強 |